# Bronislaw Kania
Bronislaw Kania, né le 8 février 1906 à Opalanka (en) en Pologne et guillotiné le 21 août 1943 à la maison d'arrêt de Douai, est un leader régional du syndicat CGT du bassin minier du Nord-Pas-de-Calais et un des résistants polonais en France durant la Seconde Guerre mondiale, au cours de laquelle il anime la grande grève des mineurs de mai-juin 1941.

## Biographie
Bronislaw Kania naît le 8 février 1906 à Opalanka (en) en Pologne.
Arrivé en France dans les années 1920, il est mineur à Escaudain dans le Nord, selon l'historienne Odette Hardy-Hémery, puis salarié à Peñarroya, en raison de son licenciement à cause des mesures prises contre les syndicalistes et les communistes, puis revient travailler au fond à la mine de Courcelles-lès-Lens : la fosse no 7 - 7 bis de la Compagnie des mines de l'Escarpelle.
Peu avant la Seconde Guerre mondiale, il participe à la lutte antifasciste pendant la guerre d'Espagne au sein des Brigades internationales.
De retour des Brigades internationales, il s'engage dans la résistance intérieure française et dirige la FTP-MOI aux côtés de Jan Rutkowski et Rudolf Larysz pendant la grande grève des mineurs de mai-juin 1941,.
Le 21 octobre 1942, il attaque à Lille, rue de Béthune, la Taverne lilloise, causant de nombreux morts et blessés parmi les soldats allemands.
Présenté comme « l’un des piliers de l’organisation terroriste du Nord et du Pas-de-Calais » par le quotidien Grand Écho du Nord du 1er août 1943, il est guillotiné peu après, pour avoir effectué quinze sabotages de voies ferrées, exécuté un volksdeutsch, et opéré un attentat contre le commissariat de Noeux-les-Mines. Son exécution a lieu à la prison de Douai le 21 août 1943.
Après la Seconde Guerre mondiale, ses camarades sont revenus en Pologne, dans la région charbonnière de Walbrzych, où la ville décide d’inaugurer une rue en son nom.

## Mémoire
Une rue de la ville de Walbrzych en Pologne a pris son nom dès la fin de la Seconde Guerre mondiale, lorsque quelque 6 000 mineurs polonais du nord France sont rentrés au pays pour participer à sa reconstruction, dans le cadre de la Reemigracja vers le cœur industriel du bassin minier de Silésie.
En octobre 2016, une loi de décommunisation promulguée par le gouvernement en Pologne de Andrzej Duda a imposé aux communes de débaptiser les rues et monuments portant le nom de communistes parmi lesquels également Aleksy Czeredziak, Thomas Rabienga et Roman Piotrowski. Son application est confiée à un « Institut de la mémoire nationale » (IPN), organisme étatique composé d’historiens choisis pour leur anticommunisme et on apprend que six Polonais ayant milité dans l’hexagone contre Franco et Hitler ont été inscrits sur une « liste noire » à Walbrzych.
Le maire de Sallaumines, Christian Pedowski, adresse alors à la ville de Walbrzych un courrier de protestation signé par 133 membres du PCF et de la CGT du bassin minier du Nord-Pas-de-Calais, avec le soutien de Dominique Ben, de l’Institut CGT d’histoire sociale du Douaisis. Ils font remonter l'affaire jusqu'au député Jean-Jacques Candelier, la sénatrice Michelle Demessine, et l'ex-premier ministre Jean-Marc Ayrault, devenu ministre des Affaires étrangères. Finalement, il a été annoncé le 13 juillet 2017 que Walbrzych renonce à débaptiser quatre rues portant les noms de figures de la Résistance en France, parmi lesquelles également celles portant le nom de la Famille Burczykowski, d'Aleksy Czeredziak et de Roman Piotrowski.